# Tentative d'assassinat de Léonid Brejnev
Une tentative d'assassinat de Léonid Brejnev eut lieu le 22 janvier 1969, lorsqu'un déserteur de l'Armée soviétique, Viktor Iline, tira sur un convoi transportant le dirigeant soviétique à travers Moscou. Brejnev ne fut pas touché, mais les coups de feu tuèrent un chauffeur et blessèrent légèrement plusieurs cosmonautes du programme spatial soviétique, présents dans le cortège. Iline fut arrêté et une censure complète de l'événement fut maintenue pendant des années par les autorités soviétiques. Après interrogatoire, il fut interné au secret dans un hôpital psychiatrique dont il semble avoir été libéré en 1990. 

## L'auteur de l'attentat
Viktor Ivanovitch Iline (en russe : Виктор Иванович Ильин) est né à Leningrad en 1948. Après avoir obtenu son diplôme d'un collège technique, il fut incorporé dans l'Armée de terre soviétique en 1968 avec le grade de sous-lieutenant. Iline dit avoir été irrité par sa conscription forcée et profondément affligé par l'invasion de la Tchécoslovaquie par le Pacte de Varsovie.
Le 21 janvier 1969, Iline vola deux pistolets Makarov PM et déserta de son unité de l'armée. Il retourna dans sa famille à Leningrad, où il vola un authentique uniforme de police, appartenant à son oncle. Iline effectua, à l'improviste, un voyage solitaire à Moscou.

## Contexte

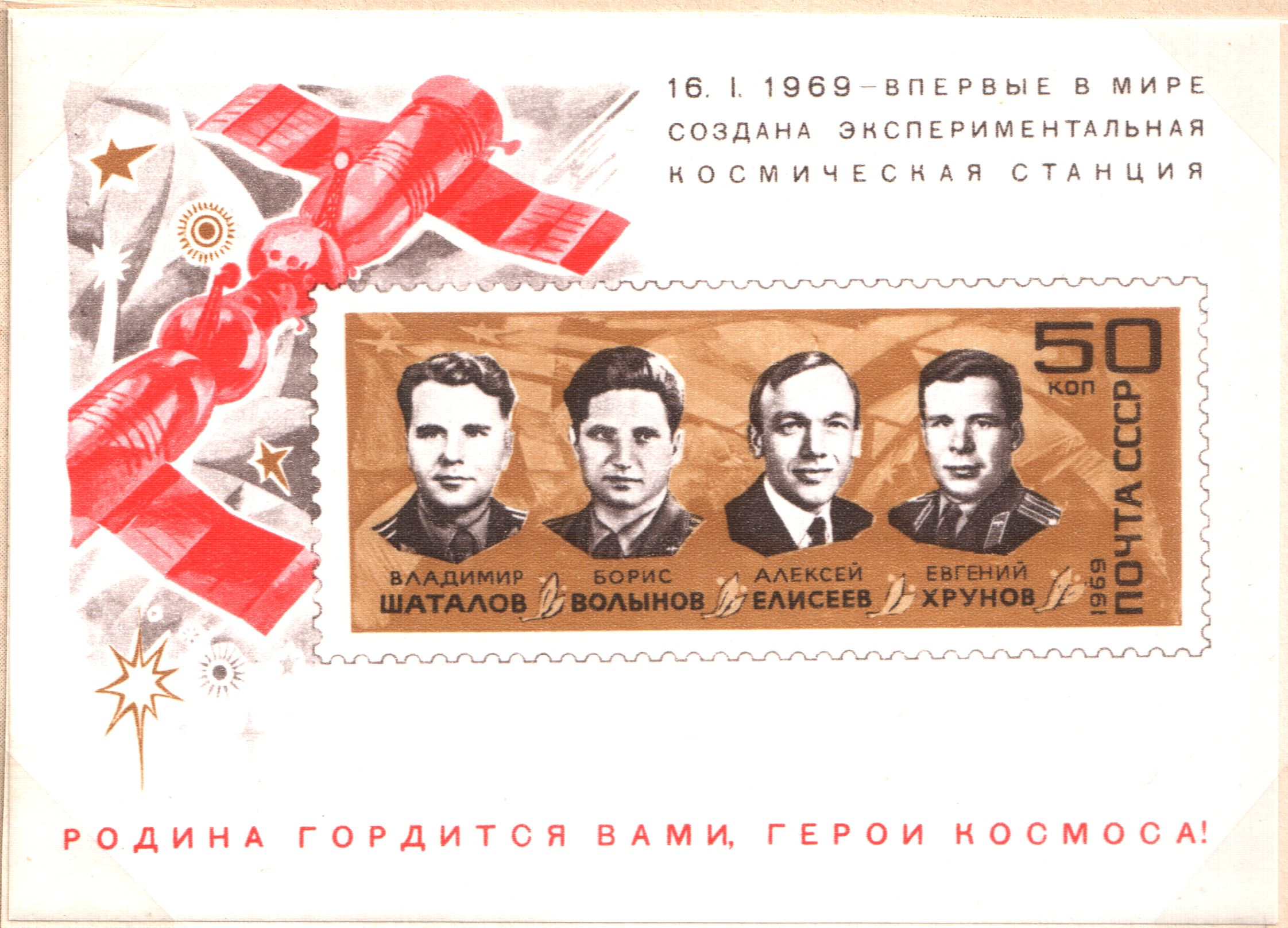
Les quatre cosmonautes des missions Soyouz 4 et Soyouz 5 : Vladimir Chatalov, Boris Volynov, Alekseï Ielisseïev, et Ievgueni Khrounov.

Habillé comme un policier, Iline se déplaça librement à travers une foule nombreuse qui attendait devant le Kremlin. Elle était regroupée à la porte Borovitski, où un convoi spécial devait passer : les cosmonautes des missions Soyouz 4 et Soyouz 5, qui se rendaient à une cérémonie officielle de premier ordre.
Les cosmonautes, Vladimir Chatalov, Boris Volynov, Ievgueni Khrounov, et Alekseï Ielisseïev, étaient revenus une semaine plus tôt de leur mission historique, le premier amarrage dans l'espace avec équipage. Depuis l'aéroport Vnoukovo, ils furent conduits avec Léonid Brejnev et le président du Præsidium du Soviet suprême, Nikolaï Podgorny, à leur célébration commémorative à l'intérieur du Kremlin. Les quatre membres d'équipage étaient dans une décapotable à l'avant du convoi et saluaient les spectateurs, tandis qu'une colonne de limousines fermées les suivait.

## Déroulement de la tentative d'assassinat

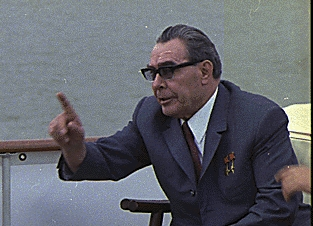
Léonid Brejnev en 1973.

Le 22 janvier 1969, à 14 h 15, le convoi franchit la porte du Kremlin et Iline dégaina ses pistolets à deux mains. Ignorant les cosmonautes qui saluaient le public, il ouvrit le feu sur la deuxième voiture du convoi : il admit plus tard qu'il supposait qu'elle abritait Brejnev. En réalité, cette limousine, une ZIL 111, transportait d'autres cosmonautes de missions antérieures : Alexeï Leonov, Valentina Terechkova, Gueorgui Beregovoï et Andrian Nikolaïev, ainsi que leur chauffeur. Iline toucha la limousine quatorze fois, tuant le chauffeur, Ilia Jarkov, avant qu'un garde ne le renverse avec sa moto. Les autres occupants de la voiture en sortirent indemnes ou ne subirent que des blessures légères. Après qu'Iline eut été arrêté, la cérémonie des cosmonautes eut lieu comme prévu, avec un léger retard.

## Conséquences
Iline subit un long interrogatoire conduit par le chef du KGB et futur dirigeant soviétique Iouri Andropov. Il fut déclaré fou et placé dans l'hôpital psychiatrique de Kazan, où il fut détenu au secret jusqu'en 1988.
Selon des sources russes, Iline fut libéré en 1990 et s'installa à Saint-Pétersbourg. La limousine criblée par les balles a été préservée et est parfois exposée au public.
L'incident révéla immédiatement le large fossé qui existait entre les médias occidentaux et soviétiques. Juste après les événements, les informations furent rares et lentes à se manifester, puisqu'il fallut attendre deux jours pour une première déclaration officielle à la presse soviétique. Les détails fournis étaient si imprécis que les journalistes ne pouvaient même pas déterminer si le tireur était un homme ou une femme. Cependant, même sans confirmation officielle, les observateurs assurèrent que l'événement était une tentative d'assassinat visant Léonid Brejnev,.
Des années plus tard, le cosmonaute Alexeï Leonov raconta ce que Brejnev lui confia après l'incident : « Brejnev m'a pris à part et m'a dit : “Ces balles ne vous étaient pas destinées, Alexeï. Elles m'étaient destinées, et pour cela je m'en excuse.” ». Mais jusqu'à la dislocation de l'URSS, le KGB réussit à maintenir le niveau d'information sur les coups de feu au strict minimum. L'événement fut « si bien étouffé » qu'il est parfois cité comme un exemple classique de dissimulation et de désinformation soviétique.